# 反形變運動
反形變運動 (Strain Counterstrain Exercise ) 是繼軟組織技術、高速低幅關節操作技術和肌肉能量技術之後第四大最常用的操作治療手法技術。. Strain Counterstrain也被翻譯為拮抗鬆弛術，是一種被動擺位技術，旨在通過間接手動擺位操作緩解肌肉骨骼疼痛和功能障礙。
1. ↑  Wong, Christopher Kevin. . Manual Therapy. 2012-02-01, 17 (1)  [2022-11-11]. ISSN 1356-689X. doi:10.1016/j.math.2011.10.001. （原始内容存档于2013-05-06） （英语）.